# Бра д'Ор
Езерото Бра д'Ор (на английски: Bras d'Or Lake; на френски: Lac Bras d'Or) е най-голямото езеро в провинция Нова Скотия. Площта му, заедно с островите в него е 1099 км2, която му отрежда 40-о място сред езерата на Канада. Площта само на водното огледало без островите е 1091 км2. Езерото се намира на морското равнище.
Езерото заема централната понижена част на остров Кейп Бретон, като в действителност представлява проток, разделящ острова на две отделни части. На север, езерото е „затапено“ от остров Булардери, от двете страни на който са протоците (канали) Литъл Бра д'Ор (на запад) и Сейнт Андрюс Чанъл (на изток), а на юг протока-канал Сейнт Питър Инлет. Езерото Бра д'Ор има дължина от североизток на югозапад 100 км и максималната му ширина е 50 км. Максимална дълбочина 287 м. Обемът му е 32 км3. Водата в езерото е по-слабо солена в сравнение с океанските води около остров Кейп Бретон.
Езерото има силно разчленена брегова линия (дължина над 1000 км), с множество заливи, които представляват почти отделни затворени басейни – на север (Литъл Бра д'Ор, Грейт Бра д'Ор, Сейнт Андрюс, Сейнт Патрик, Бадек, Нянза и Уикокомач), на юг (Денис, Сейнт Питър, Източен залив и Западен залив), няколко полуострова, отделящи отделните басейни и няколко малки острова с обща площ от 8 км2).
В езерото се вливат множество малки реки: Денис, Мидъл Ривър, Бадек, Скай, Джордж, Уошабук и др.
По бреговете на езерото има множество на селени места и пристанища, много от които са туристически центрове, предлагащи идеални условия за спорт и отдих в и край водите на Бра д'Ор.
На езика на местните индиански племена микмак езерото се казва "pitu'pok" или "pitu'pa'q" (в превод „място със солена вода“).